# Gare de Saint-Denis-de-Jouhet
La gare de Saint-Denis-de-Jouhet est une ancienne gare ferroviaire française, de la ligne de La Châtre à Guéret (déclassée), située sur le territoire de la commune de Saint-Denis-de-Jouhet, dans le département de l'Indre, en région Centre-Val de Loire.
Elle est mise en service en 1906, par la Compagnie du chemin de fer de Paris à Orléans (PO) et fermée en 1939 par la Société nationale des chemins de fer français (SNCF). Son ancien bâtiment voyageurs est conservé par la commune.

## Situation ferroviaire
Établie à 289 mètres d'altitude, la gare de Saint-Denis-de-Jouhet est située au point kilométrique (PK) 310.7 de la ligne de La Châtre à Guéret, entre les gares de La Chaussée et de Crozon - La Buxerette.

## Histoire
La station de Saint-Denis-de-Jouhet est mise en service le 1er juillet 1906, par la Compagnie du chemin de fer de Paris à Orléans, lorsqu'elle ouvre à l'exploitation sa ligne de La Châtre à Guéret. La compagnie du PO y a édifié un bâtiment type avec un corps principal à deux portes et un étage avec une halle à deux ouvertures accolée.
La gare, comme la ligne, est fermée au service des voyageurs le 1er juillet 1939. Elle continuera à voir passer des trains de marchandises jusqu'à la fermeture au trafic marchandises, le 1er juillet 1939, de la section de l'embranchement des carrières de la Graule à La Châtre. Cette section est déclassée le 22 août 1995.

## Service des voyageurs
La ligne et la gare sont fermées.

## Après le ferroviaire
À l'occasion de l'anniversaire des cent ans de la ligne, une fête est organisée autour de l'ancien bâtiment voyageurs de la gare de Saint-Denis-de-Jouhet où est également présentée une exposition sur l'histoire de la ligne, les 8 et 9 juillet 2006.

## Patrimoine ferroviaire
Le site de la gare comporte l'ancien bâtiment voyageurs, modèle type de la Compagnie du PO, avec un corps central à deux portes et un étage avec une halle à deux portes accolée, construit en 1906.